# 小中河
40°05′29″N 116°38′11″E / 40.0914133°N 116.6364807°E
小中河是北京地区的一条河流，为温榆河的支流。
发源于怀柔区孙家史山和顺义区李家史山地区，流经顺义的9个乡镇。在顺义城区北侧分流出支流城北减河汇入潮白河，主流一路向南经首都机场东侧，在通州区城区东北汇入温榆河。汇入处同时与北运河、运潮减河和通惠河相连，实为“五河交汇”。全长39公里，流域面积135平方公里。